# Á

Á, á는 체코어, 페로어, 헝가리어, 아이슬란드어, 아일랜드어, 사미어, 슬로바키아어에 쓰이는 문자이다. 네덜란드어, 갈리시아어, 라코타어, 나바호어, 오크어, 포르투갈어, 스페인어와 베트남어에서는 a의 변형으로 나타난다.

## 사용

### 중국어
한어 병음에서, á는 a에 대한 제2성의 표기로 사용된다.

### 체코어 및 슬로바키아어, 헝가리어
2번째 문자로 /aː/의 소리를 낸다.

### 페로어 및 아이슬란드어
2번째 문자로 페로어는 /ɔ/ 또는 /ɔaː/의 소리를 내고 아이슬란드어는 /au̯ /의 소리를 낸다.

### 포르투갈어 및 스페인어
특별한 문자로 구분되어 있지 않으나 A에 대해 강세가 붙었다는 것을 나타낸다.

### 베트남어
꾸옥응으에서, á는 a의 sắc 음조(올라가는 음조)에 대한 표기로 사용된다.

## 코드 값
| 미리 보기                      | Á                                 | Á                                 | á                               | á                               |
| ------------------------------ | --------------------------------- | --------------------------------- | ------------------------------- | ------------------------------- |
| 유니코드 이름                  | LATIN CAPITAL LETTER A WITH ACUTE | LATIN CAPITAL LETTER A WITH ACUTE | LATIN SMALL LETTER A WITH ACUTE | LATIN SMALL LETTER A WITH ACUTE |
| 인코딩                         | 10진                              | 16진                              | 10진                            | 16진                            |
| 유니코드                       | 193                               | U+00C1                            | 225                             | U+00E1                          |
| UTF-8                          | 195 129                           | C3 81                             | 195 161                         | C3 A1                           |
| 수치 문자 참조                 | &#193;                            | &#xC1;                            | &#225;                          | &#xE1;                          |
| 명명 문자 참조                 | &Aacute;                          | &Aacute;                          | &aacute;                        | &aacute;                        |
| EBCDIC 계열                    | 101                               | 65                                | 69                              | 45                              |
| ISO 8859-1/2/3/4/9/10/14/15/16 | 193                               | C1                                | 225                             | E1                              |

## 같이 보기
- 양음 부호
- À